# 下斯圖代內
48°41′46″N 23°21′23″E / 48.69611°N 23.35639°E
下斯圖代內（羅馬化：Nyzhnii Studenyi）是烏克蘭西部外喀爾巴阡州胡斯特區皮利佩茨市鎮的村莊。該村處於斯圖代內河畔，海拔高度670米，2001年人口1,124。